# Grand Prix Formule 1 van Abu Dhabi 2009

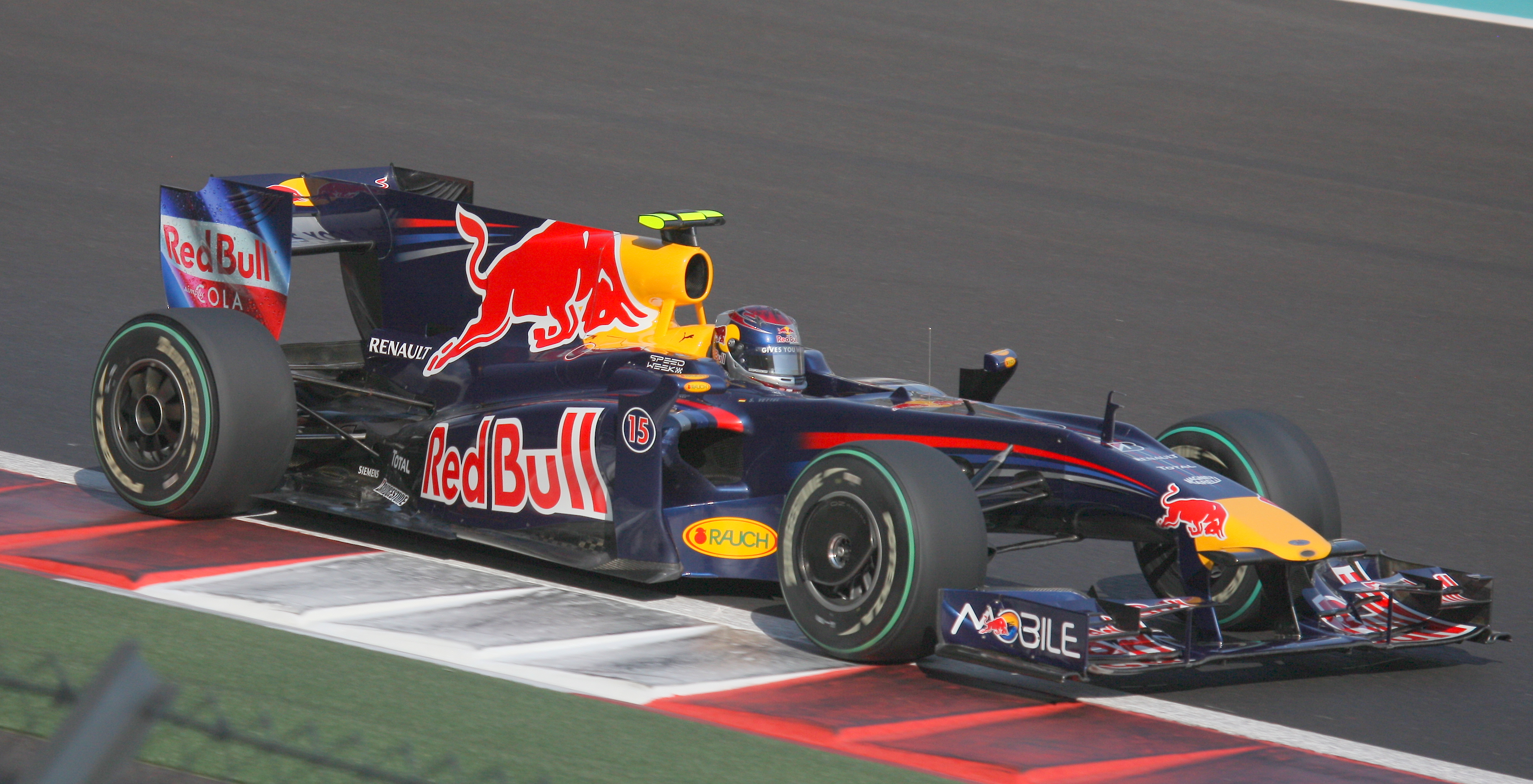
Sebastian Vettel op zaterdag.

De Grand Prix Formule 1 van Abu Dhabi 2009 was de zeventiende en laatste grand prix van het seizoen en werd gereden op het nieuwe Yas Marina Circuit in Abu Dhabi. Lewis Hamilton had de trainingsritten gedomineerd en vertrok vanaf poleposition. Tijdens de eerste pitstops kon Sebastian Vettel, die vertrokken was met iets meer brandstof, de leiding overnemen. Hamilton moest even daarna de wedstrijd staken na problemen met de remmen. Vettel won de race voor zijn ploeggenoot Mark Webber. Het podium werd vervolledigd door Jenson Button, die twee weken eerder in Brazilië al verzekerd was van de wereldtitel. Het was de laatste race voor BMW Sauber, nadat BMW aangekondigd had ermee op te houden in de Formule 1.

## Kwalificatie
| Positie | Nummer | Naam                 | Team                 | Q1       | Q2       | Q3       | Grid |
| ------- | ------ | -------------------- | -------------------- | -------- | -------- | -------- | ---- |
| 1       | 1      | Lewis Hamilton       | McLaren-Mercedes     | 1:39.873 | 1:39.695 | 1:40.948 | 1    |
| 2       | 15     | Sebastian Vettel     | Red Bull-Renault     | 1:40.666 | 1:39.984 | 1:41.615 | 2    |
| 3       | 14     | Mark Webber          | Red Bull-Renault     | 1:40.667 | 1:40.272 | 1:41.726 | 3    |
| 4       | 23     | Rubens Barrichello   | Brawn-Mercedes       | 1:40.574 | 1:40.421 | 1:41.786 | 4    |
| 5       | 22     | Jenson Button        | Brawn-Mercedes       | 1:40.378 | 1:40.148 | 1:41.892 | 5    |
| 6       | 9      | Jarno Trulli         | Toyota               | 1:40.517 | 1:40.373 | 1:41.897 | 6    |
| 7       | 5      | Robert Kubica        | BMW Sauber           | 1:40.520 | 1:40.545 | 1:41.992 | 7    |
| 8       | 6      | Nick Heidfeld        | BMW Sauber           | 1:40.558 | 1:40.635 | 1:42.343 | 8    |
| 9       | 16     | Nico Rosberg         | Williams-Toyota      | 1:40.842 | 1:40.661 | 1:42.583 | 9    |
| 10      | 12     | Sébastien Buemi      | Toro Rosso-Ferrari   | 1:40.908 | 1:40.430 | 1:42.713 | 10   |
| 11      | 4      | Kimi Räikkönen       | Ferrari              | 1:41.100 | 1:40.726 |          | 11   |
| 12      | 10     | Kamui Kobayashi      | Toyota               | 1:41.035 | 1:40.777 |          | 12   |
| 13      | 2      | Heikki Kovalainen    | McLaren-Mercedes     | 1:40.808 | 1:40.983 |          | 18   |
| 14      | 17     | Kazuki Nakajima      | Williams-Toyota      | 1:41.096 | 1:41.148 |          | 13   |
| 15      | 11     | Jaime Alguersuari    | Toro Rosso-Ferrari   | 1:41.503 | 1:41.689 |          | 14   |
| 16      | 7      | Fernando Alonso      | Renault              | 1:41.667 |          |          | 15   |
| 17      | 21     | Vitantonio Liuzzi    | Force India-Mercedes | 1:41.701 |          |          | 16   |
| 18      | 20     | Adrian Sutil         | Force India-Mercedes | 1:41.863 |          |          | 17   |
| 19      | 8      | Romain Grosjean      | Renault              | 1:41.950 |          |          | 19   |
| 20      | 3      | Giancarlo Fisichella | Ferrari              | 1:42.184 |          |          | 20   |

## Race
| Positie | Nummer | Coureur              | Team                 | Rondes | Tijd/Oorzaak uitval | Startplaats | Punten |
| ------- | ------ | -------------------- | -------------------- | ------ | ------------------- | ----------- | ------ |
| 1       | 15     | Sebastian Vettel     | Red Bull-Renault     | 55     | 1:34:03.414         | 2           | 10     |
| 2       | 14     | Mark Webber          | Red Bull-Renault     | 55     | +17.857             | 3           | 8      |
| 3       | 22     | Jenson Button        | Brawn-Mercedes       | 55     | +18.467             | 5           | 6      |
| 4       | 23     | Rubens Barrichello   | Brawn-Mercedes       | 55     | +22.735             | 4           | 5      |
| 5       | 6      | Nick Heidfeld        | BMW Sauber           | 55     | +26.253             | 8           | 4      |
| 6       | 10     | Kamui Kobayashi      | Toyota               | 55     | +28.343             | 12          | 3      |
| 7       | 9      | Jarno Trulli         | Toyota               | 55     | +34.366             | 6           | 2      |
| 8       | 12     | Sébastien Buemi      | Toro Rosso-Ferrari   | 55     | +41.294             | 10          | 1      |
| 9       | 16     | Nico Rosberg         | Williams-Toyota      | 55     | +45.941             | 9           |        |
| 10      | 5      | Robert Kubica        | BMW Sauber           | 55     | +48.180             | 7           |        |
| 11      | 2      | Heikki Kovalainen    | McLaren-Mercedes     | 55     | +52.798             | 18          |        |
| 12      | 4      | Kimi Räikkönen       | Ferrari              | 55     | +54.317             | 11          |        |
| 13      | 17     | Kazuki Nakajima      | Williams-Toyota      | 55     | +59.839             | 13          |        |
| 14      | 7      | Fernando Alonso      | Renault              | 55     | +1:09.687           | 15          |        |
| 15      | 21     | Vitantonio Liuzzi    | Force India-Mercedes | 55     | +1:34.450           | 16          |        |
| 16      | 3      | Giancarlo Fisichella | Ferrari              | 54     | +1 ronde            | 20          |        |
| 17      | 20     | Adrian Sutil         | Force India-Mercedes | 54     | +1 ronde            | 17          |        |
| 18      | 8      | Romain Grosjean      | Renault              | 54     | +1 ronde            | 19          |        |
| Ret     | 1      | Lewis Hamilton       | McLaren-Mercedes     | 20     | Remmen              | 1           |        |
| Ret     | 11     | Jaime Alguersuari    | Toro Rosso-Ferrari   | 18     | Versnellingsbak     | 14          |        |

## Noot
- Dit was de tiende podiumplaats voor Mark Webber.
- Vijfde Grand Prix-winst voor Sebastian Vettel.
- Eerste (en enige) wereldtitel voor Jenson Button en de veertiende wereldtitel voor een Britse coureur. Hiermee was Button de 31ste coureur die wereldkampioen werd.

2009 · 2010 · 2011 · 2012 · 2013 · 2014 · 2015 · 2016 · 2017 · 2018 · 2019 · 2020 · 2021 · 2022 · 2023 · 2024 · 2025 · 2026 · 2027 · 2028 · 2029 · 2030